# Солдатенков, Александр Евгеньевич
Александр Евгеньевич Солдатенков (род. 28 декабря 1996, Москва) — российский футболист, защитник и капитан клуба «Крылья Советов».

## Карьера
Воспитанник академии «Чертаново». С 9 до 17 лет занимался под руководством будущего директора академии Николая Ларина. Был капитаном команды 1996 года рождения, в составе которой стал победителем первенства России 2012.
На взрослом уровне дебютировал в первенстве ПФЛ в сезоне 2014/15 (первый сезон после возвращения «Чертаново» на профессиональный уровень). В сезоне 2017/18 вместе с командой стал победителем зоны ПФЛ «Запад» и следующие два сезона отыграл в ФНЛ. В 2019 году установил рекорд клуба по количеству матчей. На конец сезона 2019/20, с учётом кубковых матчей, Солдатенков сыграл за «Чертаново» 163 матча и забил 4 гола.
Летом 2020 года, в составе группы из восьми «чертановцев», перешёл в «Крылья Советов», с которыми подписал трёхлетний контракт. 21 апреля 2021 года отыграл полный матч в рамках полуфинала Кубка России 2020/21, в котором «Крылья» в серии послематчевых пенальти одержали победу над «Ахматом». 
В августе 2021 был назначен капитаном команды. В конце сезона 2022/23 в СМИ появилась информация, что футбольный клуб «Локомотив» (Москва) заинтересовон в приобретении защитника. Летом 2023 года спортивный директор «Локомотива» Дмитрий Ульянов эту информацию опровергнул. В январе 2024 года продлил контракт с «Крыльями Советов» до конца сезона 2025/26.

### Сборная
Дебютировал за сборную России 17 ноября 2022 года в товарищеском матче против сборной Таджикистана (0:0), проведя на поле весь матч. 12 сентября 2023 года в товарищеском матче против Катара (1:1) забил гол.

## Статистика
| Выступление      | Выступление      | Выступление      | Лига | Лига | Кубок | Кубок | Итого | Итого |
| Клуб             | Лига             | Сезон            | Игры | Голы | Игры  | Голы  | Игры  | Голы  |
| ---------------- | ---------------- | ---------------- | ---- | ---- | ----- | ----- | ----- | ----- |
| Чертаново        | ПФЛ              | 2014/15          | 24   | 0    | —     | —     | 24    | 0     |
| Чертаново        | ПФЛ              | 2015/16          | 23   | 3    | 1     | 0     | 24    | 3     |
| Чертаново        | ПФЛ              | 2016/17          | 21   | 0    | 1     | 0     | 22    | 0     |
| Чертаново        | ПФЛ              | 2017/18          | 24   | 1    | 3     | 0     | 27    | 1     |
| Чертаново        | ФНЛ              | 2018/19          | 37   | 0    | 1     | 0     | 38    | 0     |
| Чертаново        | ФНЛ              | 2019/20          | 26   | 0    | 2     | 0     | 28    | 0     |
| Чертаново        | Итого            | Итого            | 155  | 4    | 8     | 0     | 163   | 4     |
| Крылья Советов   | ФНЛ              | 2020/21          | 35   | 4    | 6     | 1     | 41    | 5     |
| Крылья Советов   | Премьер-лига     | 2021/22          | 23   | 0    | 2     | 0     | 25    | 0     |
| Крылья Советов   | Премьер-лига     | 2022/23          | 25   | 0    | 9     | 0     | 34    | 0     |
| Крылья Советов   | Премьер-лига     | 2023/24          | 20   | 0    | 4     | 0     | 24    | 0     |
| Крылья Советов   | Итого            | Итого            | 103  | 4    | 21    | 1     | 124   | 5     |
| Всего за карьеру | Всего за карьеру | Всего за карьеру | 258  | 8    | 29    | 1     | 287   | 9     |

### Матчи за сборную
| № | Дата             | Оппонент    | Счёт | Голы | Соревнование       |
| - | ---------------- | ----------- | ---- | ---- | ------------------ |
| 1 | 17 ноября 2022   | Таджикистан | 0:0  | —    | Товарищеский матч  |
| 2 | 12 сентября 2023 | Катар       | 1:1  | 1    | Тренировочный матч |
| 3 | 12 октября 2023  | Камерун     | 1:0  | —    | Товарищеский матч  |

Итого: сыграно матчей: 3 / забито голов: 1; победы: 1, ничьи: 2, поражения: 0.

## Достижения
«Чертаново»
- Победитель первенства ПФЛ (зона «Запад»): 2017/18

«Крылья Советов»
- Победитель первенства ФНЛ: 2020/21
- Финалист Кубка России: 2020/21

Личные
- В списках 33 лучших футболистов чемпионата России (1): № 3 — 2023/24